# Světový pohár ve sportovním lezení 1989
Světový pohár ve sportovním lezení 1989 se uskutečnil jako první ročník Světového poháru ve sportovním lezení pod záštitou Mezinárodní horolezecké federace (UIAA), probíhal v sedmi kolech od 20. května do 18. listopadu.
Postupně se v dalších letech konaly také Mistrovství světa, Mistrovství Evropy a mezinárodní juniorské závody. Závodilo se pouze v lezení na obtížnost. Až o deset let později se přidalo lezení na rychlost a bouldering.
- Informace a výsledky z prvních závodů dosud nejsou zpětně dostupné na oficiálních stránkách IFSC ani na nejstarším výsledkovém servisu. Lze čerpat ze starších ročníků horolezeckých časopisů.

## Češi na SP 1989
Česká reprezentace se účastnila mezinárodních závodů od počátku a již v roce 1989 získal stříbrnou medaili Jindřich Hudeček. První medaili v celkovém hodnocení světového poháru pak však až Tomáš Mrázek, v roce 2001.

## Přehledy závodů
| 20. května    | Leeds        | Spojené království     | —    |   |   |
| 16. června    | La Riba      | Španělsko              | —    |   |   |
| 14. července  | Bardonecchia | Itálie                 | —    |   |   |
| 18. srpna     | Snowbird     | Spojené státy americké | —    |   |   |
| 21. září      | Vraca        | Bulharsko              | —    |   |   |
| 2. října      | Jalta        | Sovětský svaz          | —    |   |   |
| 18. listopadu | Lyon         | Francie                | —    |   |   |
| Celkem        | 7            | 7                      | IFSC | x | x |

### Muži
| Výsledky SP v lezení na obtížnost 1989 (7) | Výsledky SP v lezení na obtížnost 1989 (7) | Výsledky SP v lezení na obtížnost 1989 (7) | Výsledky SP v lezení na obtížnost 1989 (7) | Výsledky SP v lezení na obtížnost 1989 (7) | Výsledky SP v lezení na obtížnost 1989 (7) | Výsledky SP v lezení na obtížnost 1989 (7) | Výsledky SP v lezení na obtížnost 1989 (7) | Výsledky SP v lezení na obtížnost 1989 (7) | Výsledky SP v lezení na obtížnost 1989 (7) | Výsledky SP v lezení na obtížnost 1989 (7) |
| Pořadí                                     | Jméno                                      | Země                                       | Body                                       | Lyon                                       | Jalta                                      | Vraca                                      | Snowbird                                   | Bardonecchia                               | La Riba                                    | Leeds                                      |
| ------------------------------------------ | ------------------------------------------ | ------------------------------------------ | ------------------------------------------ | ------------------------------------------ | ------------------------------------------ | ------------------------------------------ | ------------------------------------------ | ------------------------------------------ | ------------------------------------------ | ------------------------------------------ |
| 1.                                         | Simon Nadin                                | Spojené království                         | 123                                        | 1.                                         |                                            |                                            | 2.                                         | 1.                                         | 1.                                         | 3.                                         |
| 2.                                         | Didier Raboutou                            | Francie                                    | 108                                        | 6.                                         |                                            | 1.                                         | 1.                                         | 3.                                         |                                            | 2.                                         |
| 3.                                         | Jerry Moffatt                              | Spojené království                         | 85                                         | 2.                                         |                                            |                                            |                                            | 2.                                         | 2.                                         | 1.                                         |
|                                            |                                            |                                            |                                            |                                            |                                            |                                            |                                            |                                            |                                            |                                            |
| 4.                                         | Jean-Baptiste Tribout                      | Francie                                    | ?                                          | 3.                                         | 3.                                         |                                            |                                            |                                            |                                            |                                            |
| ?.                                         | Carlos Brasco                              | Španělsko                                  | ?                                          |                                            | 1.                                         |                                            |                                            |                                            |                                            |                                            |
| ?.                                         | Salavat Rachmetov                          | Sovětský svaz                              | ?                                          |                                            |                                            | 2.                                         |                                            |                                            |                                            |                                            |
| ?.                                         | Jacky Godoffe                              | Francie                                    | ?                                          |                                            |                                            | 3.                                         |                                            |                                            | 3.                                         |                                            |
| ?.                                         | Ron Kauk                                   | USA                                        | ?                                          |                                            |                                            |                                            | 3.                                         |                                            |                                            |                                            |
|                                            |                                            |                                            |                                            |                                            |                                            |                                            |                                            |                                            |                                            |                                            |
| ?.                                         | Jindřich Hudeček                           | Česko                                      | ?                                          |                                            | 2.                                         |                                            |                                            |                                            |                                            |                                            |
| počet finalistů                            |                                            |                                            |                                            |                                            |                                            |                                            |                                            |                                            |                                            |                                            |
| počet semifinalistů                        |                                            |                                            |                                            |                                            |                                            |                                            |                                            |                                            |                                            |                                            |
| bodovaných závodníků                       |                                            |                                            |                                            |                                            |                                            |                                            |                                            |                                            |                                            |                                            |
| celkový počet závodníků                    |                                            |                                            |                                            |                                            |                                            |                                            |                                            |                                            |                                            |                                            |

* Pozn.: nalevo jsou poslední závody v roce

### Ženy
| Výsledky SP v lezení na obtížnost 1989 (7) | Výsledky SP v lezení na obtížnost 1989 (7) | Výsledky SP v lezení na obtížnost 1989 (7) | Výsledky SP v lezení na obtížnost 1989 (7) | Výsledky SP v lezení na obtížnost 1989 (7) | Výsledky SP v lezení na obtížnost 1989 (7) | Výsledky SP v lezení na obtížnost 1989 (7) | Výsledky SP v lezení na obtížnost 1989 (7) | Výsledky SP v lezení na obtížnost 1989 (7) | Výsledky SP v lezení na obtížnost 1989 (7) | Výsledky SP v lezení na obtížnost 1989 (7) |
| Pořadí                                     | Jméno                                      | Země                                       | Body                                       | Lyon                                       | Jalta                                      | Vraca                                      | Snowbird                                   | Bardonecchia                               | La Riba                                    | Leeds                                      |
| ------------------------------------------ | ------------------------------------------ | ------------------------------------------ | ------------------------------------------ | ------------------------------------------ | ------------------------------------------ | ------------------------------------------ | ------------------------------------------ | ------------------------------------------ | ------------------------------------------ | ------------------------------------------ |
| 1.                                         | Nanette Raybaud                            | Francie                                    | 132                                        |                                            | 2.                                         | 3.                                         | 1.                                         | 1.                                         | 2.                                         | 3.                                         |
| 2.                                         | Luisa Iovane                               | Itálie                                     | 109                                        | 2.                                         | 1.                                         |                                            |                                            | 3.                                         | 3.                                         | 10.                                        |
| 3.                                         | Robyn Erbesfield                           | USA                                        | 93                                         |                                            | 3.                                         | 1.                                         |                                            |                                            |                                            | 1.                                         |
|                                            |                                            |                                            |                                            |                                            |                                            |                                            |                                            |                                            |                                            |                                            |
| 4.                                         | Corinne Labrune                            | Francie                                    | ?                                          |                                            |                                            | 2.                                         |                                            | 2.                                         |                                            | 5.                                         |
| ?.                                         | Lynn Hill                                  | USA                                        | ?                                          |                                            |                                            |                                            | 2.                                         |                                            |                                            |                                            |
| ?.                                         | Isabelle Patissier                         | Francie                                    | ?                                          |                                            |                                            |                                            |                                            |                                            |                                            | 2.                                         |
| ?.                                         | Agnès Brard                                | Francie                                    | ?                                          | 3.                                         |                                            |                                            |                                            |                                            |                                            |                                            |
| ?.                                         | J. Cole                                    | neznámá vlajka                             | ?                                          | 3.                                         |                                            |                                            |                                            |                                            |                                            |                                            |
| ?.                                         | Catherine Destivelle                       | Francie                                    | ?                                          |                                            |                                            |                                            | 3.                                         |                                            |                                            |                                            |
|                                            |                                            |                                            |                                            |                                            |                                            |                                            |                                            |                                            |                                            |                                            |
| ?.                                         | ?                                          | Česko                                      | ?                                          |                                            |                                            |                                            |                                            |                                            |                                            |                                            |
| počet finalistů                            |                                            |                                            |                                            |                                            |                                            |                                            |                                            |                                            |                                            |                                            |
| počet semifinalistů                        |                                            |                                            |                                            |                                            |                                            |                                            |                                            |                                            |                                            |                                            |
| bodovaných závodníků                       |                                            |                                            |                                            |                                            |                                            |                                            |                                            |                                            |                                            |                                            |
| celkový počet závodníků                    |                                            |                                            |                                            |                                            |                                            |                                            |                                            |                                            |                                            |                                            |

* Pozn.: nalevo jsou poslední závody v roce

### Medaile podle zemí celkově
| pořadí | stát               | Zlatá medaile | Stříbrná medaile | Bronzová medaile | celkem |
| ------ | ------------------ | ------------- | ---------------- | ---------------- | ------ |
| 1.     | Francie            | 1             | 1                | 0                | 2      |
| 2.     | Spojené království | 1             | 0                | 1                | 2      |
| 3.     | Itálie             | 0             | 1                | 0                | 1      |
| 4.     | USA                | 0             | 0                | 1                | 1      |

### Čeští medailisté v jednotlivých závodech SP 1989
| Datum a Místo  | Disciplína        | Lezec/lezkyně    | Zlato | Stříbro          | Bronz |
| -------------- | ----------------- | ---------------- | ----- | ---------------- | ----- |
| 2. října Jalta | obtížnost 6. kolo | Jindřich Hudeček |       | Stříbrná medaile |       |